# Wring That Neck
Wring That Neck, (gick även under namnet "Hard Road" i USA) är en instrumental låt av hårdrocksbandet Deep Purple från deras musikalbum The Book of Taliesyn. I USA hette låten Hard Road eftersom Wring that neck lät för våldsamt.
Wring That Neck fanns med på samma singel som Emmaretta och Kentucky Woman.